# Thomas Massamba
Pour les articles homonymes, voir Massamba.
Thomas Massamba, né le 28 mars 1985 à Kinshasa, alors au Zaïre, est un joueur congolais de basket-ball naturalisé suédois. Il évolue au poste de meneur. Ses frères Darly et Brice Massamba sont également basketteurs tout comme sa sœur Tanya Massamba.

## Palmarès
- Vainqueur du Championnat de Suède : 2005
- Vainqueur du Championnat de Chypre : 2011 et 2012
- Vainqueur de la Coupe de Chypre : 2011 et 2015
- Vainqueur du Championnat de Bulgarie : 2013
- Vainqueur de la Coupe de Bulgarie : 2013
- Vainqueur du Championnat de République tchèque : 2014